# Polderdistrict Rijn en IJssel
Het Polderdistrict Rijn en IJssel was een waterschap in Gelderland. Het polderdistrict is in 1962 opgericht door het samenvoegen van Polderdistrict Lijmers met andere gebieden in de omgeving. In 1997 fuseerde het polderdistrict met een aantal andere waterschappen tot het waterschap Rijn en IJssel.

## Geschiedenis
Waterschappen die tot het Polderdistrict zijn gefuseerd zijn (onder andere):
- Polderdistrict Lijmers
- Polderdistrict Oude Rijn (vanaf 1983)
- Arnhemse en Velpse Broek (vanaf 1995)
- Baarbroeksche Dijk en Angerlose Zomerdijken

De waterschappelijke indeling van het Polderdistrict Rijn en IJssel was als volgt:
- voormalige Pleijpolder.
- voormalige Lijmerse Schouwpolder en Babberich-Holthuizense polder incl. het gebied van de v.m. Lijmerse overlaat.
- afdeling Lathumse waarden.
- voormalig Polderdistrict Baarbroeksche dijk en Angerlosche zomerdijken.
- voormalig ongereglementeerd gebied en v.m. buitenpolder Loerbeek.